# 골든타임 (의학)

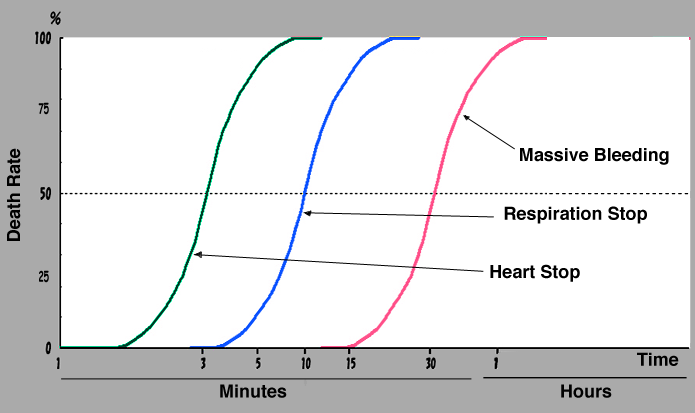
골든타임 그래프

이른바 골든 타임으로 알려진 골든 아워(golden hour)는 외상을 입었을 때, 내외과 치료를 받아 죽음에 이르는 것을 방지할 가능성이 가장 큰 시간대로 정의된다.
초기에는 상처의 특징에 따라 한 시간 내외로 정해진 시간이었지만, 지금은 심각한 사고를 당한 직후에 조금이라도 치료를 받는다면 환자들의 생존 가능성이 늘어날 수 있는 시간으로 제대로 정의되어 있다.
일부는 골든 아워를 '중요한 한 시간'이라는 좁은 의미로 사용하기 보다는, '외상 발생 시 신속한 개입을 위한 핵심 원칙'이라고 정의하였다.

## 인간 내장 골든타임
심장 4시간,폐 8시간,간 12시간,신장 하루로 구성된다.

## 일반적 개념
심각한 외상, 특히 내출혈은 외과 수술이 요구된다.
쇼크와 같은 합병증은 환자가 적절하고 신속하게 대우받지 못했을 때 발생할 수 있다.
따라서 골든 아워는 심각한 외상을 가진 환자들을 외상 치료 전문가들에게 이송하기 위한 우선 순위를 정하는 기준이 될 수 있다.
일부 부상은 사람을 극도로 빠르게 악화시킬 수 있으므로, 외상을 입어 치료를 받기까지의 지연 시간은 최소가 되어야 한다.
이는 60분도 안되는 시간인데, 이 시간이 지나면 외상을 입은 환자의 생존률이 떨어질 수 있다.
구급대원들은 환자 이송 전 10분이 가장 중요한 시기라고 한다.

## 용어의 유래
R Adams Cowley 박사는 처음엔 군의관으로서, 나중엔 Maryland Shock Trauma Center의 센터장으로서 이 개념을 알리는데 공헌하였다.
"골든 아워"의 개념은 제1차 세계 대전 영국군의 자료로부터 나왔다.
R Adams Cowley Shock Trauma Center의 웹사이트에는
"삶과 죽음 사이에는 골든 아워가 있다. 당신이 심각하게 부상을 당했다면, 당신에게는 살아남는데 60분보다 더 적은 시간이 주어진다. 당신은 그때 바로 죽진 않지만 3일, 2주, ... 나중이 되면 - 당신의 몸은 회복할 수 없는 지경에 이르게 된다."
라는 Cowley 박사의 말이 인용되어 있다.

## 논쟁
대부분의 의료계 전문가들은 치료의 지연이 바람직하지 않다는 사실엔 동의하지만, 최근 'peer reviewed literature'는 '골든 아워의 과학적 기반이 부족하다는 이유로 그것의 타당성에 대한 의심을 던지고 있다.
내과의사 Bryan Bledsoe는 '골든 아워', 'EMS의 CISM'과 같은 존재하지 않는 허상에 대하여 노골적으로 비판하고 있으며,
"심각한 환자들을 구하는데 아무런 도움도 되지 못하고 있고, 상해에 따라 중요한 시기도 다르다"고 골든 아워에 대한 자신의 입장을 드러냈다.